# Harpagos (Persien)
Harpagos (persisch: هارپاگ Hārpāg [hɔːrˈpɔːg]), lateinisch Harpagus, war ein persischer Feldherr, der während des Ionischen Aufstands von 500  bis 493 v. Chr. die persischen Truppen führte. Er nahm 493 v. Chr. Histiaios, den Tyrannen von Milet, gefangen und ließ ihn hinrichten.